# Vernet
Vernet (auch: Le Vernet) ist eine südfranzösische Gemeinde mit 3.294 Einwohnern (Stand: 1. Januar 2022) im Département Haute-Garonne in der Region Okzitanien. Die Gemeinde gehört zum Arrondissement Muret und zum Kanton Portet-sur-Garonne. Die Einwohner werden Vernetois und Vernetoises genannt.

## Lage
Vernet liegt etwa neun Kilometer ostsüdöstlich von Muret am Fluss Ariège. Der Fluss Lèze begrenzt die Gemeinde im Nordwesten. Umgeben wird Vernet von den Nachbargemeinden Labarthe-sur-Lèze im Norden und Nordwesten, Clermont-le-Fort im Norden und Nordosten, Venerque im Osten, Grépiac im Südosten, Miremont im Süden sowie Lagardelle-sur-Lèze im Westen und Südwesten.
Durch die Gemeinde führt die frühere Route nationale 20 (heutige D820).

## Bevölkerungsentwicklung
| Jahr                       | 1962 | 1968 | 1975 | 1982 | 1990 | 1999 | 2006 | 2013 | 2019 |
| Einwohner                  | 842  | 1023 | 1272 | 1715 | 2015 | 1895 | 2031 | 2413 | 3059 |
| Quellen: Cassini und INSEE |      |      |      |      |      |      |      |      |      |

## Sehenswürdigkeiten
- Pfarrkirche Saint-Luperce

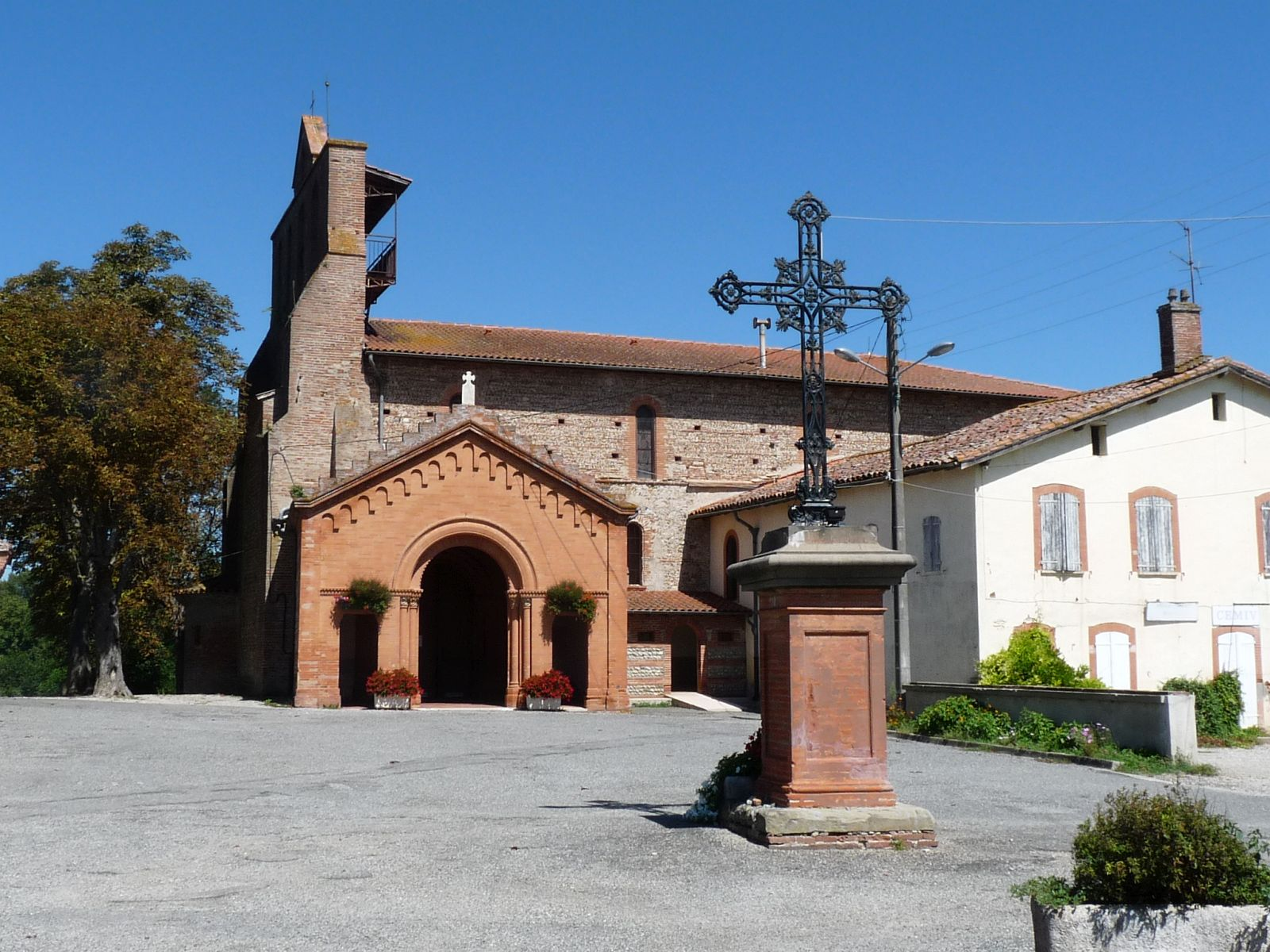
Pfarrkirche Saint-Luperce

- Ehemalige Weizenmühle im Weiler Le Hameau du Moulin aus dem 17. Jahrhundert, seit 1988 als Monument historique eingeschrieben

## Persönlichkeiten
- Marcel Doret (1896–1955), Flugpionier und Kampfpilot im Zweiten Weltkrieg, gestorben in Vernet